# Cuanza Norte
Cuanza Norte är en provins i västra Angola med en yta på 24 110 km² och omkring 400 000 invånare. Delstatens huvudstad är N'dalatando.